# Benjamin Parsons Bourland
Benjamin Parsons Bourland  (* 2. Mai 1870 in Peoria (Illinois); † 12. Januar 1943) war ein US-amerikanischer Romanist und Hispanist.

## Leben
Bourland war von 1882 bis 1885 Schüler an Gymnasien in Paris, Neuchâtel und Wiesbaden. Er studierte an der University of Michigan (Abschluss 1890).  Dort war er von 1892 bis 1895 Instructor für Französisch. Von 1895 bis 1898 studierte er in Paris, Florenz, Rom, Madrid und Wien, wo er 1897 promovierte. An der University of Michigan war er ab 1899 Assistant Professor. 1901 ging er an die Case Western Reserve University in Cleveland, zuerst als Associate Professor, von 1905 bis 1940 als Full Professor für Romanische Philologie.
Benjamin Parsons Bourland war der Bruder der Romanistin Caroline Brown Bourland.

## Werk
- (Hrsg.) Tirso de Molina, Don Gil de las calzas verdes, New York 1901, 1926
- (Hrsg.) Alarcón, El sombrero de tres picos, historia verdadera de un sucedido que anda en romances escrita ahora tal y como pasó, New York 1907
- (Hrsg.) The rimed chronicle of the cid (el cantar de Rodrigo), Paris 1911 (Revue Hispanique 24, Nr. 66)
- (Übersetzer) Cyrano de Bergerac, Satyrical characters and handsome descriptions in letters,  Cambridge 1914